# Trichopilia brasiliensis
Trichopilia brasiliensis là một loài phong lan đặc hữu Brasil (Goiás).

## Hình ảnh

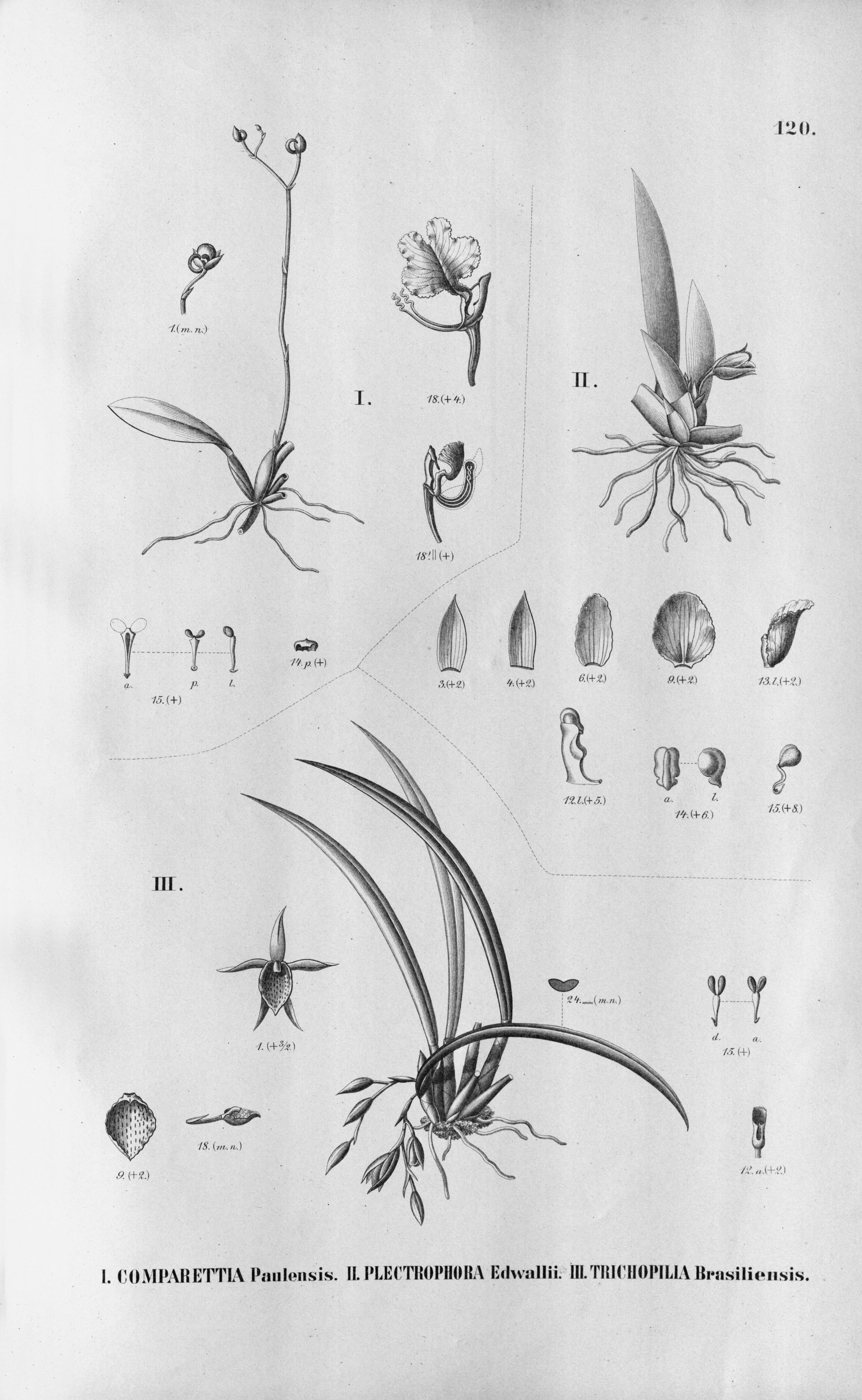